# استپان هاروتیونیان
استپان آرامی هاروتیونیان (ارمنی: Ստեփան Արամի Հարությունյան؛  ۱۶ مهٔ ۱۹۲۸ – ۶ اکتبر ۱۹۹۵) یک بازیگر اهل ارمنستان بود. وی بین سال‌های - تا - میلادی فعالیت می‌کرد.

## زندگی‌نامه
وی در ۱۶ مهٔ ۱۹۲۸ در تفلیس به دنیا آمد . وی در تئاتر دراماتیک دولتی وارطان آجمیان گیومری فعالیت می‌کرد. وی همچنین برندهٔ جوایزی همچون هنرمند شایسته ارمنستان شوروی (۱۹۷۰) شده است. وی در ۶ اکتبر ۱۹۹۵ در سن ۶۷ سالگی در ایروان درگذشت.

## گزیده فیلمشناسی
از فیلم‌ها یا برنامه‌های تلویزیونی که وی در آن نقش داشته است می‌توان به بازگشت، یک تکه از آسمان، گیکور، اشاره کرد.